# Jamo Nezzar
Jamo Nezzar, właściwie Djamchid Nezzar (ur. 6 grudnia 1966 w Batinie, Algieria) – emerytowany profesjonalny kulturysta, aktualnie prywatny ekspert do spraw treningu. Założyciel przedsiębiorstwa JamCore Training, współzałożyciel strony internetowej MyFitTribe.com. Studiował na Dergana University.

## Osiągnięcia sportowe
1989 - England Over all Stars of Tom 

1991 - Lightheavy British - 2. miejsce

1994 - Heavyweight British Champion - 2. miejsce

1995 - Heavyweight British Champion - 2. miejsce

1996 - Heavyweight British Champion - 2. miejsce

1996 - Over all Southeast British Champion 

1999 - Over all Heavyweight Northeast champion
  
1999 - Heavyweight British Champion - 2. miejsce

1999 - Amateur Grand Prix Champion (Pro Card)

1999 - IFBB English grand Prix (pierwszy Pro Show) - 10. miejsce 

2000 - IFBB Ironman- 14. miejsce

2001 - IFBB Pro Toronto Canada Cup - 11. miejsce 

2001 - Night of the Champion (42 competitors)- 18. miejsce

2002 - IFBB Pro Ironman - 12. miejsce

2002 - IFBB San Francisco Pro Show - 12. miejsce
 
2002 - IFBB Austrian Grand Prix - 10. miejsce